# 安德烈·格列奇科
安德烈·安东诺维奇·格列奇科（俄語：Андрей Антонович Гречко，羅馬化：Andrei Antonovich Grechko，1903年10月17日—1976年4月26日）曾任苏联元帅、国防部长。

## 生平
安德烈·安东诺维奇·格列奇科，于1903年10月17日出生在頓河畔罗斯托夫附近小镇的一个乌克兰贫农家庭中。1919年加入红军著名的“布琼尼兵团”，成为骑兵第1集团军第11师的一名列兵。俄国内战结束后，格列奇科进入塔甘罗格市的第6骑兵学院学习，并于1926年毕业。随后他在莫斯科军区独立骑兵第1旅任排长、连长。1928年格列奇科加入苏联共产党，1936年自伏龙芝军事学院毕业。1938年10月任白俄罗斯特别军区独立骑兵师参谋长。1939年9月参加西白俄罗斯解放进军。接着前往苏联总参谋部军事学院学习，至1941年毕业。毕业前的几个星期，德军发动巴巴罗萨行动全面对苏联宣战。
1941年7月，根据其本人请求，格列奇科被调往苏联红军西南方面军，任独立骑兵第34师师长。该师在普里卢基地区组建后，于8月上旬在基辅以南的克列缅丘格投入抵抗德军的战斗。至1942年1月，该师先后在第26集团军、第38集团军和第6集团军编制内，参加了乌克兰第聂伯河左岸地区的作战。1942年1月18日，格列奇科升任骑兵第5军军长，率军参加了巴尔文科沃—洛佐瓦战役，粉碎了巴尔文科沃守敌，并缴获大批战利品，其中包括汽车261辆、军用物资160车皮。1942年1月15日起，格列奇科开始指挥红军第5集团军。1942年3月12日起任战役集群司令，在南部方面军编制内同顿巴斯地区的优势之敌进行顽强作战。
1942年4月15日起任第12集团军司令，担负伏罗希洛夫格勒方向的防御任务。后该集团军积极参加了哈尔科夫战役。南方战线总崩溃后，于1942年9月任第47集团军司令，并参加高加索战役。该集团军且战且退，拖延了德军通过新罗西斯克沿黑海沿岸向外高加索的推进，使敌人未能快速占领新罗西斯克的港口。1942年10月19日调任第18集团军司令，该集团军遏止了敌人的进攻，并于11月以部分兵力成功歼灭企图翻越高加索主山脉的敌军。1943年1月北高加索方面军转入总攻后，格列奇科于1月5日起任第56集团军司令，指挥该集团军在黑海军队集群地带内担任主要突击。经过激烈战斗，突破敌军坚固防御，前出至克拉斯诺达尔。2—4月，第56集团军在北高加索方面军编制内，参加克拉斯诺达尔战役。9月，第56集团军在新罗西斯克—塔曼战役中，同第9集团军和第18集团军协同，解放了塔曼半岛。自1942年4月15日起至1943年10月16日，曾先后领导过红军第12集团军、第47集团军、第18集团军、第56集团军，上述部队皆隶属于北高加索方面前线战区的战斗序列，在格列奇科领导下屡创战功。
1943年10月粉碎库班河流域的德国军队后，格列奇科晋升为红军沃罗涅日方面军副司令，10月20日改任乌克兰第1方面军副司令，参加解放乌克兰首都基辅的作战。12月14日任红军第1近卫集团军司令直到第二次世界大战结束。12月24日，该集团军编入方面军主要军团，并转入反攻，解放日托米尔，且在日托米尔—别尔季切夫战役中向前推进180公里。尔后，近卫第1集团军参加了1944年普罗斯库罗夫—切尔诺维策战役，在卡缅涅茨—波多利斯克市地域合围敌第1坦克集团军。但这支坦克集团军却出人意料的抛弃所有重装备翻山逃脱。1944年近卫第1集团军在利沃夫—桑多梅日战役中，连战皆捷，和兄弟部队一起摧毁了德国北乌克兰集团军群。1944年8月5日，该集团军编入乌克兰第4方面军。1944年9—11月，参加东喀尔巴阡战役，同基里尔·谢苗诺维奇·莫斯卡连科的第38集团军和第18集团军一起越过东喀尔巴阡山脉，从德军手中解放了乌克兰外喀尔巴阡地区，并进抵捷克斯洛伐克境内。1945年1月，在西喀尔巴阡战役中，近卫第1集团军从北面绕过塔特拉山，通过波兰南部地区向捷克斯洛伐克的摩拉瓦—俄斯特拉发工业区突进。在俄斯特拉发战役中，突破敌军坚固的防御地带，于4月30日同第38集团军一道解放了工业中心摩拉瓦—俄斯特拉发市。继而从捷克斯洛伐克东部边境一直进抵布拉格，于1945年5月又参加了粉碎德军的布拉格战役。最后攻至匈牙利及奥地利，所向披靡战绩辉煌。蘇德戰爭期间，格列奇科指挥历次战役，一向作战意图大胆，且为实施其意图坚定不移。
大战结束后，格列奇科担任基辅军区司令直到1953年；1953年到1957年，调派至东德任苏军驻德集群总司令；1955年3月11日，格列奇科与另外5位将领因在第二次世界大战中战功显赫而被一同晋升为苏联元帅；1957年─1960年，担任苏联陆军总司令；1960年─1967年，任华沙公约组织联合武装部队总司令，兼任苏联国防部第一副部长。因为和勃列日涅夫在战争时期结下的友谊（他担任第18集团军司令时，勃烈日涅夫为集团军政治部主任)，1967年4月12日起，接替去世的罗季翁·雅科夫列维奇·马利诺夫斯基元帅，任苏联国防部长，直到1976年于任内逝世。
担任国防部长期间，格列奇科为进一步加强苏联军事防御能力做了大量工作。他尤其重视军事科学，致力于苏军的现代化建设，不遗余力的扩张苏联武力。格列奇科最著名的想法便是他认为第三次世界大战总会在某个阶段升级为核战争，因此他计划一旦第三次世界大战开始，就会向北约国家发射全部的核武器。对于格列奇科而言，核武器是世界大战中的第一手段，而不是最后手段。
在1969年中苏边界武装冲突中，当他得知苏军阿穆尔河边防支队被中国人民解放军伏击，死伤上百人的消息后，破口大骂，极力主张对中国进行精确“核打击”，摧毁中国在罗布泊的核基地，甚至曾经一度说服总书记勃列日涅夫。若非以苏斯洛夫和柯西金为首的主和派力阻，并为两国和平到北京会见中国领导人，核战争将不可避免。
同时，格列奇科还是一位活跃的苏共党员。他曾多次当选为苏联共产党代表大会代表。1952—1961年为苏联共产党中央委员会候补委员，1961年起为苏共中央委员，1973年4月起为中央政治局委员，苏联第二届和第四至九届最高苏维埃代表。在1970年代，曾出任苏联官方编纂的多卷本《第二次世界大战史(1939—1945)》和《苏联军事百科全书》编辑委员会主席职务。根据同时代的回忆录，格列奇科是一位狂热的莫斯科中央陆军足球俱乐部球迷。对于中央陆军而言，格列奇科元帅所作的贡献多于其他所有国防部长的总和。在他的支持下，俱乐部得到了一座全新的球场、室内竞技场、位于阿尔汉格尔斯克的训练基地及其他许多运动设施。
格列奇科逝世后骨灰被安葬在莫斯科克里姆林宫红场墓园。

## 荣誉
- 捷克斯洛伐克社会主义共和国英雄（1969年）
- 列宁勋章6枚
- 红旗勋章3枚
- 一级苏沃洛夫勋章2枚
- 一级库图佐夫勋章2枚
- 一级波格丹·赫梅利尼茨基勋章2枚
- 二级苏沃洛夫勋章1枚
- 荣誉武器
- 葬于红场克里姆林宫墙下
- 以其名字命名的海军学院

## 著作
- 《崇高的使命》，莫斯科1962版
- 《保卫和平和建设共产主义》，莫斯科1971年版
- 《越过喀尔巴阡山》，莫斯科1972年第2版
- 《高加索会战》，莫斯科1973年第2版
- 《解放基辅》(军事历史概述)，莫斯科1973年版
- 《苏维埃国家的武装力量》，莫斯科1975年第2版
- 《战争年代(1941—1943)》，莫斯科1976年版